# Federica Stefanelli
Federica Stefanelli (Como, 3 de agosto de 1985) es una deportista italiana que compitió en natación sincronizada. Ganó dos medallas en el Campeonato Europeo de Natación de 2004, plata en la prueba combinación libre y bronce en equipo.

## Palmarés internacional
| Campeonato Europeo | Campeonato Europeo | Campeonato Europeo | Campeonato Europeo |
| Año                | Lugar              | Medalla            | Prueba             |
| ------------------ | ------------------ | ------------------ | ------------------ |
| 2004               | Madrid (España)    | Medalla de plata   | Combinación libre  |
| 2004               | Madrid (España)    | Medalla de bronce  | Equipo             |